# WICKED BEAT
《WICKED BEAT》是日本音樂組合B'z於1990年6月21日由BMG VICTOR發行的第2張迷你專輯。本專輯在BMG ROOMS（現：VERMILLION RECORDS）成立後，發售權留在了BMG ROOMS。

## 簡介
- 本張迷你專輯為將以前發表過的歌曲全英語化，並重新錄音。
- 原本當時計劃是以限量版發售，最終以一般銷售發行。
- 最終銷量約111.1萬張，為日本最暢銷專輯第241名。

## 收錄曲
1. I Wanna Dance Wicked Beat Style
2. Komachi-Angel Red Hot Style
3. Bad Communication E.Style
4. Lady-Go-Round "W-40" Style

## 製作人員
- 松本孝弘:吉他、全曲作曲、編曲
- 稻葉浩志:主唱、全曲作詞
- 明石昌夫:全曲編曲

## 主題曲
富士電視台系『上岡龍太郎にはダマされないぞ!』前奏部分主題曲（#1）